# Bitwa pod Muong Khoua
Bitwa pod Muong Khoua – starcie zbrojne, które miało miejsce między 13 kwietnia i 18 maja 1953 w północnym Laosie podczas I wojny indochińskiej. Garnizon składający się z tuzina Francuzów i 300 Laotańczyków zajął ufortyfikowany posterunek na wzgórzach powyżej wioski Muong Khoua przy granicy w pobliżu Dien Bien Phu. Muong Khoua była jedną z ostatnich ufortyfikowanych francuskich placówek w północnym Laosie, utworzonych na podstawie decyzji naczelnego dowództwa francuskiego. Ciąg kilku izolowanych garnizonów w regionie miał zapewnić czas do ufortyfikowania głównych miast Laosu przed atakami Việt Minhu.
Niektóre z tych garnizonów dostały przez radio rozkaz okopania się i zwalczania zbliżających się oddziałów Việt Minhu. Po upadku podległego, silnie umocnionego punktu w Sop-Nao, żołnierze z Muong Khoua pod dowództwem kapitana Teulliera wytrzymali oblężenie Việt Minhu przez 36 dni, dostając wsparcie lotnicze przez zrzuty zaopatrzenia i ataki powietrzne. Mały francuski oddział odparł szereg bezpośrednich ataków i przetrwał serię ostrzałów artyleryjskich. Dwa z trzech umocnionych punktów padły rankiem 18 maja, a w południe siły francuskie były już pokonane.
Czterej żołnierze, dwaj Francuzi i dwaj Laotańczycy, dotarli do francuskich pozycji odległych o 80 km po 6 dniach wędrówki przez dżunglę. Poza nimi nie uciekł nikt. Opór francuskiego garnizonu stał się popularnym hasłem wśród francuskich żołnierzy w Indochinach, a także posłużył jako wzór dla strategii Francuzów i Việt Minhu w czasie decydującej bitwy pod Dien Bien Phu w następnym roku.

## Prolog

### Việt Minh w Laosie
Na początku 1953 r. Việt Minh pod dowództwem Võ Nguyên Giápa rozpoczął inwazję Laosu w celu wywarcia dodatkowego nacisku na Paryż i siły francuskie stacjonujące w Indochinach. W rejonie Muong Khoua były rozlokowane 312, 308 i 316 dywizje Việt Minhu, których długie linie zaopatrzeniowe były utrzymywane przez prawdziwą armię 200 tys. tragarzy. Francuskie dowództwo, w owym czasie z Raoulem Salanem na czele, zdecydowało o utworzeniu szeregu ufortyfikowanych placówek w północnym Laosie w celu odpierania sił Việt Minhu tak długo, jak to możliwe, by uzyskać czas na fortyfikację Luang Prabang i Wientian, głównych miast Laosu. Król Laosu Sisavang Vong, pozostając w Luang Prabang, dodał francuskim działaniom dużego impetu. Obszar północnego Laosu z jego klimatem izolował wiele z placówek wskutek występowania nocnych mgieł zwanych 'crachin', gęstej dżungli, braku dróg i urwistego terenu. Każda z placówek otrzymała określoną ilość dni na stawianie oporu siłom Việt Minhu. Załoga Muong Khoua otrzymała 13 kwietnia rozkaz utrzymania pozycji przez 14 dni do 27 kwietnia.
Muong Khoua wraz z podległym punktem Sop-Nao była pod dowództwem kapitana Teulliera. W Sop-Nao dowodził porucznik Grézy.
Muong Khoua leży w miejscu, gdzie spotykają się rzeki Nam Pak i Nam Hou, ok. 65 km od Dien Bien Phu i ok. 160 od Rzeki Czarnej w Wietnamie. Placówka składała się z 3 ufortyfikowanych punktów, nazywanych Mousetrap, Pi i Alpha, położonych na 3 wzgórzach na zachód, płd.-płd.-wsch. i płd.-płd.-zach. w stosunku do miejsca połączenia rzek Nam Pak i Nam Hou. Każdy z punktów leżał ok. 200 m jeden od drugiego, tworząc trójkąt. Sama wioska Muong Khoua leżała u zachodniego podnóża wzgórza Mousetrap, chroniona od strony rzeki przez dużą mieliznę, wzdłuż drogi do Phong Saly, innej francuskiej placówki położonej 80 km na północ.

### Sop-Nao
Sop-Nao leży ok. 50 km na wsch. od Muong Khoua przy szlaku komunikacyjnym Việt Minhu ok. 30 km na płd.-zach. od Dien Bien Phu i tylko kilka km od granicy wietnamsko-laotańskiej, 120 km na płd. od T'ai Highlands. Grézy, dowódca garnizonu w Sop-Nao, miał do dyspozycji wzmocniony pluton. Wieczorem 3 kwietnia batalion Việt Minhu wkroczył do Laosu niedaleko Dien Bien Phu oraz Nà Sản i dotarł do Sap-Nao.
Znalazłszy się w okrążeniu przez Việt Minh, francuska załoga Sop-Nao broniła się przez 6 dni, pozostając w radiowym kontakcie z kapitanem Teullierem z głównej placówki. Niedobitki, korzystając z zezwolenia kapitana, wycofały się w nocy z 9 na 10 kwietnia okrężną drogą, kierując się podejrzeniami Grézy'ego, że na bezpośredniej drodze Việt Minh mógł zorganizować zasadzki. Francuzi utorowali sobie nową drogę przez dżunglę, na której 11 kwietnia natknęli się na przedstawicieli laotańskiego plemienia, którzy ostrzegli o ścigających ich jednostkach Việt Minhu. Francuzi postanowili dotrzeć do Phong-Saly skręcając na północ i natknęli się na konwój sprzymierzeńców płynący w dół rzeki Nam Hou na canoe. Siły połączyły się i popłynęły w dół rzeki w kierunku Muong Khoua.
12 kwietnia konwój wpadł w zasadzkę Việt Minhu w odległości 550 m od placówki Muong Khoua. Używając zapory z pływających pni, Việt Minh zaatakował konwój używając karabinów maszynowych i moździerzy, zatapiając pierwsze canoe. Pozostali Francuzi i Laotańczycy odpowiedzieli ogniem i korzystając z pomocy sił z Muong Khoua, które usłyszały strzały, wyparli żołnierzy Việt Minhu, którzy pozostawili 13 zabitych i 4 rannych. Straty Francuzów to 7 zaginionych, 1 zabity i 1 ranny. Pozostali wraz z canoe i wyposażeniem konwoju dołączyli do Francuzów w Muong Khoua. W tym samym czasie pojawiły się w okolicy 910 batalion 148 regionalnego pułku 312 dywizji Việt Minhu oraz kompania ciężkich moździerzy 316 dywizji.

## Bitwa

### Oblężenie

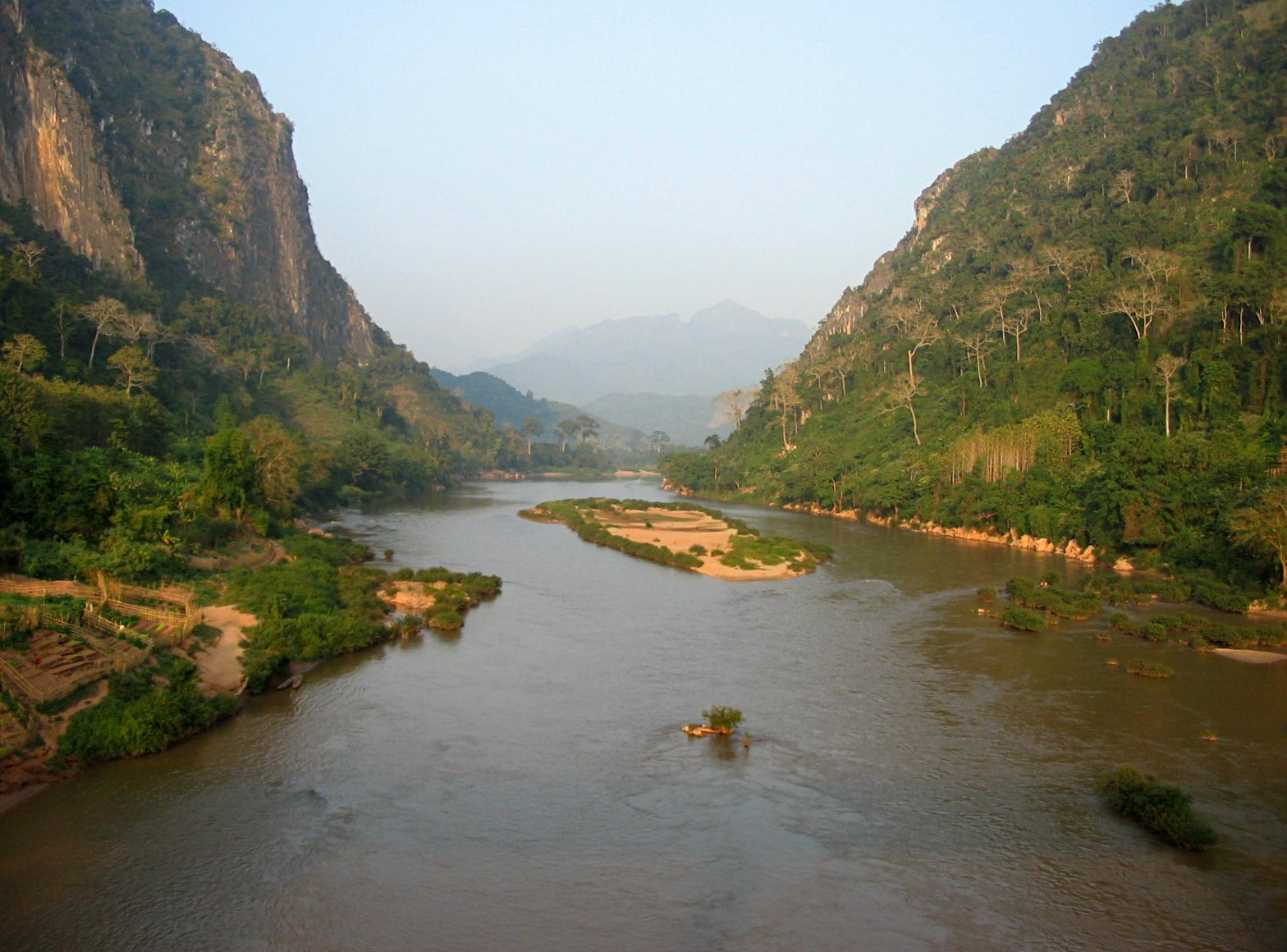
Rzeka Nam Ou w północnym Laosie

Podczas gdy francuscy żołnierze płynęli w canoe do macierzystej placówki, Teullier i jego oddział czuli to, co kronikarz opisał jako „uduszenie się próżnią” fr. l'asphyxie par le vide), jako rezultat obecności Việt Minhu w okolicy. Miejscowi wieśniacy nie rozmawiali już z Francuzami, choć wcześniej byli rozmowni i zaczęli opuszczać okolicę. Farmy i targi opustoszały. Francuzi czuli to, jako znak nadciągającego ataku Việt Minhu. Oprócz tego gęsta dżungla i strome zbocza odcinały francuskie pozycje od rzeki i zaopatrzenia powietrznego. Z drugiej strony Việt Minh był odpowiednio zaopatrywany przez 200 tysięcy tragarzy i kulisów.
Oficjalnie określano garnizon jako stosunkowo niewielką siłę – 300 Chasseurs Laotiens, garstkę francuskich podoficerów i 2 oficerów wyposażonych w 3 działa 81 mm i 2 moździerze 60 mm oraz 2 karabiny maszynowe. 13 kwietnia dostali od pułkownika Boucher de Crévecoeura rozkaz utrzymania pozycji przez 14 dni, mając obiecane wsparcie powietrzne.
Tej nocy o 23:00 pociski moździerzowe zaczęły spadać na zbocza poniżej ufortyfikowanego punktu Alpha. Ostrzał powtarzał się każdej nocy. Việt Minh przeprowadził w końcu swój pierwszy atak, który się nie udał, a na polu walki pozostało 22 zabitych Wietnamczyków. Niepowodzenie to spowodowało zmianę dotychczasowej taktyki „wgryzania się" we francuskie pozycje i Giap rozkazał 312 Dywizji pozostawienie części sił do kontynuowania oblężenia, a reszta dywizji wycofała się. Tymczasem francuskie B-26 bombardowały pozycje Việt Minhu, a samoloty transportowe zrzucały zaopatrzenie, flary „Luciole” (świetlik) i amunicję na francuskie pozycje. Most powietrzny umożliwiał przetrwanie garnizonowi, który 14 dni później, 27 kwietnia, był nadal sprawny. Francuskie Naczelne Dowództwo dostarczyło w zrzucie Legię Honorową dla Teulliera i kilka Krzyży Wojennych dla jego ludzi. Teullier wraz z małą grupą opuścił Mousetrap, by dostarczyć odznaczenia do Pi i Alpha, choć poruszanie się między pozycjami było krańcowo trudne.

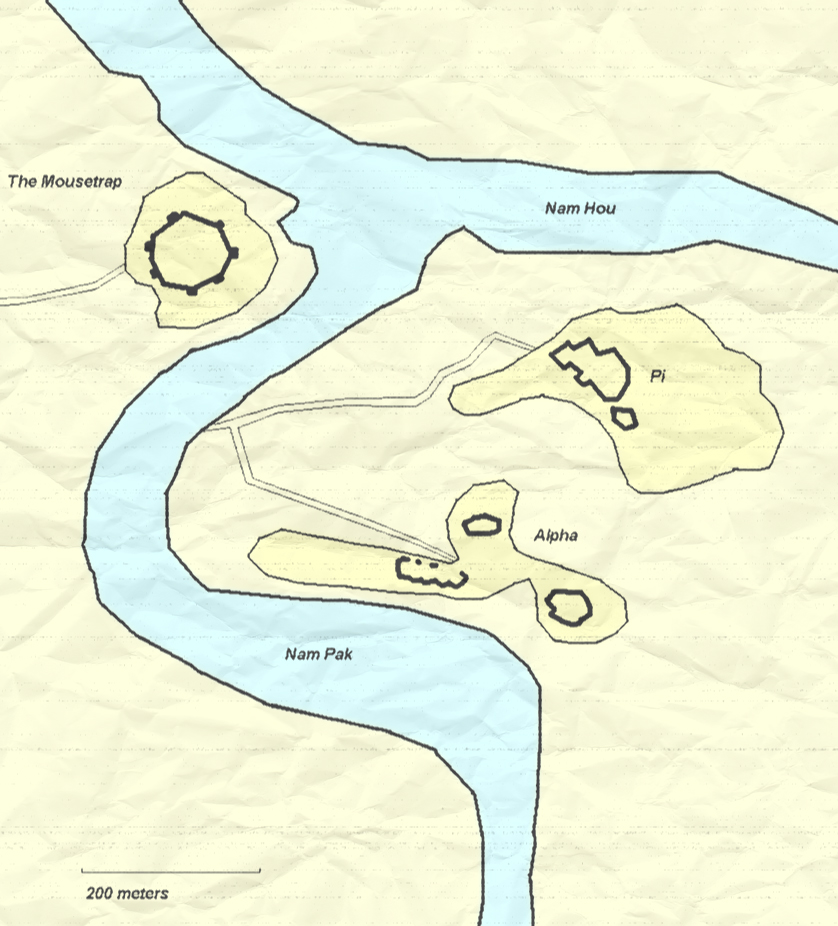
Trzy francuskie placówki pod Muong Khoua. Alpha padła pierwsza, następnie Mousetrap, podczas gdy Pi broniła się do południa.

Możliwe były jednak niewielkie patrole przez wioskę Muong Khoua, która w tym czasie była opustoszała. Patrole te służyły jako system wczesnego ostrzegania i jako zasadzki w czasie mglistych nocy. Taki stan trwał do maja. W międzyczasie siły francuskie odbiły prowincję Xieng Khouang i osiągnęły pozycje w odległości 65 km od Muong Khoua. 17 maja francuski patrol wysłany do Muong Khoua, usłyszał szczekające psy, skowyt jednego z nich ostrzegł Francuzów przed zbliżającym się atakiem. O 23:00 Việt Minh był już widoczny we mgle i patrol powrócił na Mousetrap. Teullier wysłał alarm przez radio.
Ostrzał z radzieckich 120 mm moździerzy, 57 mm dział bezodrzutowych i granatów fosforowych zaczął się 18 maja o godzinie 0:30. Teullier rozkazał swojemu radiotelegrafiście sierżantowi René Novakowi, zażądać flar i wsparcia powietrznego, podczas gdy granaty moździerzowe trafiały w pozycje Alpha i Mousetrap, ale omijały Pi, dowodzoną przez Grézy'ego. Pi wspomagała pozostałe dwie pozycje ogniem własnych moździerzy.
O godz. 1:10 zachodnia flanka Mousetrap została ostrzelana przez artylerię. O 1.30 garnizon został poinformowany, że warunki pogodowe nie pozwalają na wsparcie lotnictwa, a o 2:30 siły Việt Minhu rozpoczęły powtarzające się fale ataków, które w końcu doprowadziły do otoczenia Teulliera i jego ludzi, przy czym oskrzydleniu ich pozycji służyły też ataki wykorzystujące pobliskie mielizny. W tym samym czasie również Alpha została otoczona przez siły Việt Minhu, a o 3:50 strzelanina na Mousetrap ucichła. Alpha przetrwała resztę nocy i o 9:00 francuski samolot obserwował trwającą tam walkę. Samolot transportowy C-47 zawrócił, by załadować zaopatrzenie do zrzutu, jednak o 12.00 'Tricolore' i flaga laotańska były już ściągnięte z bunkra dowodzenia na Pi.

### Ocaleni
22 maja, 4 dni po upadku garnizonu Muong Khoua, trzech jego żołnierzy, radiotelegrafista Novak i 2 Laotańczyków, dotarło do jedynej pozostałej francuskiej placówki w północnym Laosie, Phôngsali. Bernard B. Fall w swojej książce „Street Without Joy” napisał: "miał tylko dwadzieścia pięć lat, ale wyglądał na pięćdziesiąt, szedł jak automat w stronę środka posterunku, dopóki nie został zatrzymany przez kilku ludzi, patrzących na niego, jak na ducha". Novak i dwaj pozostali żołnierze spędzili cztery dni przedzierając się przez laotańską dżunglę po klęsce swojego oddziału. Dwa dni później dotarł do placówki sierżant Pierre Blondeau. Spędził w dżungli 57 godzin, ukrywając się przed Việt Minhem, zanim wyruszył w trzydniowy marsz bez jedzenia i przyrządów nawigacyjnych. Po drodze napotkał ludzi z miejscowego plemienia, którzy zaopatrzyli go w żywność i konika pony, dzięki czemu dotarł do sił francuskich.

Jak Chrystus z krzyża stało się określeniem używanym w Indochinach dla opisania ocalonych, którzy przeżyli ten straszny odwrót przez dżunglę. I rzeczywiście, oni dokładnie tak wyglądali: jak szkielety, wychudzeni przez głód i dyzenterię, z zapadniętymi oczami, z typową tropikalną bladością... Ich twarze okalały rozczochrane brody, a skóra była pokryta ropiejącymi ranami od potówek, przez ukąszenia pijawek po wrzody leiszmaniozy.
Tak Bernard B. Fall opisuje wygląd żołnierzy, którzy przetrwali odwrót przez dżunglę, taki jak ci, którzy przeżyli Muong Khoua.

## Skutki
Wietnamskie i francuskie media poświęciły wiele uwagi temu zdarzeniu, a światowe gazety informowały o bitwie. Bernard Fall określił wagę bitwy jako "epicką" w dwóch swoich dziełach: 'Street Without Joy z 1961 i 'Hell in a Very Small Place' z 1967 r. Brytyjska gazeta The Times rozpoczęła relacjonowanie starcia 23 kwietnia, opisując odwrót spod Sop-Nao do Muong Khoua. Pomimo prawidłowej oceny wielkości atakujących sił Việt Minhu, liczebność załogi macierzystej placówki określił na 1000. Bitwa nie przyciągała większej uwagi przed upadkiem garnizonu, jednak po jego klęsce informacje stały się pozytywne ze względu na ocalałych Francuzów, spekulowano na temat francuskiej obecności i nowego dowódcy Henri Navarre. Francuskie Naczelne Dowództwo opublikowało ocenę porażki pod Muong Khoua w 'Communique No. 14' stwierdzając, że "podczas nocy z 17 na 18 maja placówka w Muong Khoua, która bohatersko broniła się od początku ofensywy Việt Minhu, uległa przeważającym siłom wroga".
W styczniu 1954 r. placówka Muong Khoua została znowu zajęta przez siły laotańskie, które następnie zostały ponownie zaatakowane i zniszczone przez 316 dywizję Việt Minhu. Laotański dowódca, który wraz z żoną mieszkał we wsi, został zabity w swoim domu przed szturmem. Bataliony Legii Cudzoziemskiej wraz z siłami laotańskimi poniosły duże straty w czasie osłaniania odwrotu niedobitków z garnizonu . Rejon Muong Khoua stał się później decydującym szlakiem dostaw dla Việt Minhu pod Dien Bien Phu, a w 1963 był miejscem realizacji projektu słynnej Route 19.
Francuzi wykorzystywali doświadczenia zdobyte pod Muong Khoua i w bitwie pod Na San w 1952 r. w swoich planach obrony pod Dien Bien Phu, a Việt Minh używał podobnej taktyki okrążania i niszczenia oporu. Znaczenie mostu powietrznego dla utrzymania linii zaopatrzenia, silne wsparcie artyleryjskie zapobiegające zmasowanym atakom piechoty Việt Minhu i potrzeba istnienia samodzielnych, wspierających się wzajemnie stanowisk, były ważnymi założeniami taktycznymi wziętymi przez Francuzów pod uwagę z obu bitew. Zniknięcie miejscowej ludności, uprzednio zachowującej się przyjaźnie w stosunku do Francuzów, które było oznaką zbliżającego się ataku Việt Minhu, było później zauważone przez oddziały pod Dien Bien Phu. Zdolności Việt Minhu do izolowania i niszczenia samodzielnych, ufortyfikowanych punktów oporu, a jednocześnie utrzymywania ukrytych stanowisk artylerii i innych rodzajów broni poza zasięgiem francuskiej artylerii i ataków lotniczych była doskonalona w obu bitwach, tak jak i praktyka stosowania zmasowanych ataków piechoty.